# Heterochelus gonager
Heterochelus gonager är en skalbaggsart som beskrevs av Fabricius 1781. Heterochelus gonager ingår i släktet Heterochelus och familjen Melolonthidae. Inga underarter finns listade i Catalogue of Life.